# Mark Johnson (Eishockeyspieler)
Mark Einar Johnson (* 22. September 1957 in Minneapolis, Minnesota) ist ein ehemaliger US-amerikanischer Eishockeyspieler und heutiger -trainer, der in seiner aktiven Zeit von 1975 bis 1992 unter anderem für die Pittsburgh Penguins, Minnesota North Stars, Hartford Whalers, St. Louis Blues und New Jersey Devils in der National Hockey League gespielt hat. Zu großer Bekanntheit kam er als Mitglied der US-amerikanischen Nationalmannschaft, die 1980 Olympiasieger wurde. Sein Vater Bob war ein bekannter Eishockeytrainer.

## Karriere
Mark Johnson wuchs in Madison, Wisconsin, auf, wo er seine Karriere als Eishockeyspieler in der Mannschaft der Madison Memorial High School begann. Nachdem er für seine High-School-Mannschaft in der Saison 1975/76 in 30 Spielen 65 Tore erzielt und 56 Vorlagen gegeben hatte, wurde er in das Team USA aufgenommen, für das er bis Saisonende in elf Spielen elf Scorerpunkte, davon fünf Tore, erzielte. Anschließend besuchte er von 1976 bis 1979 drei Jahre lang die University of Wisconsin–Madison, für deren Eishockeymannschaft er parallel in der National Collegiate Athletic Association spielte. Mit den Wisconsin Badgers gewann der Center 1977 zunächst die Meisterschaft der Western Collegiate Hockey Association sowie anschließend die der National Collegiate Athletic Association. Zudem wurde er als Freshman of the Year der WCHA ausgezeichnet. Nachdem er bei seiner Universitätsmannschaft überzeugen konnte, wurde er im NHL Amateur Draft 1977 in der vierten Runde als insgesamt 66. Spieler von den Pittsburgh Penguins und im WHA Amateur Draft 1977 in der dritten Runde als insgesamt 22. Spieler von den Birmingham Bulls ausgewählt. Zunächst besuchte er jedoch weitere zwei Jahre die University of Wisconsin-Madison und wurde 1978 und 1979 jeweils in das First All-Star Team der WCHA sowie das First All-American Team der Western Conference der NCAA gewählt. In der Saison 1978/79 war er zudem der beste Spieler der WCHA.
Die Saison 1979/80 begann Johnson beim Team USA, mit dem er sich auf die Olympischen Winterspiele in Lake Placid vorbereitete. Im Anschluss an den Olympiasieg, der als Miracle on Ice in die Sportgeschichte einging, unterschrieb er einen Vertrag bei den Pittsburgh Penguins aus der National Hockey League, für die er bis Saisonende in 22 Spielen fünf Tore erzielte und sieben Vorlagen gab. Auch in den folgenden beiden Spielzeiten kam er regelmäßig für Pittsburgh in der NHL zum Einsatz, ehe er am 2. März 1982 im Tausch gegen ein Zweitrundenwahlrecht für den NHL Entry Draft 1982 an die Minnesota North Stars abgegeben wurde. In seiner Geburtsstadt blieb er allerdings nur bis zum Ende der Saison 1981/82 und erzielte für die North Stars in 14 Spielen vier Tore und zwei Vorlagen. Im Oktober 1982 wurde er zusammen mit Kent-Erik Andersson für Jordy Douglas und ein Fünftrundenwahlrecht für den NHL Entry Draft 1984 zu den Hartford Whalers transferiert. Dort gelang ihm der Durchbruch, als er für die Whalers in 201 Spielen 203 Scorerpunkte, davon 85 Tore, erzielte. Zudem nahm er 2004 am NHL All-Star Game teil. Im Februar 1985 wurde der Linksschütze zusammen mit Greg Millen im Tausch gegen Mike Luit und Jörgen Pettersson an die St. Louis Blues abgegeben. Von 1985 bis 1990 stand Johnson bei den New Jersey Devils in der NHL unter Vertrag. Zur Saison 1990/91 ging er nach Europa, wo er vom HC Milano Saima aus der italienischen Serie A1 verpflichtet wurde. Bei diesem begann er auch die folgende Spielzeit, wechselte jedoch bereits nach nur zwei Spielen zum EK Zell am See, für den er in der Saison 1991/92 in der Österreichischen Bundesliga in 33 Spielen 72 Scorerpunkte, davon 23 Tore, erzielte, ehe er seine aktive Karriere im Alter von 35 Jahren beendete.
Zur Saison 1995/96 begann Johnson mit seiner Karriere als Eishockeytrainer. In dieser Spielzeit trainierte er die Madison Monsters in der Colonial Hockey League, mit denen er die erste Playoff-Runde erreichte. Zudem wurde er in dieser Spielzeit als Trainer des Jahres ausgezeichnet. Anschließend war er von 1996 bis 2002 Assistenztrainer bei seiner ehemaligen Universität Wisconsin-Madison in der NCAA. Bei den Weltmeisterschaften 2000 und 2002 betreute er jeweils die US-amerikanische Nationalmannschaft der Herren als Assistenztrainer.
Seit 2002 betreut Johnson die Frauenmannschaft der University of Wisconsin-Madison, mit der er in den Jahren 2006 und 2007 jeweils Meister der WCHA und der NCAA wurde. In diesem Zeitraum wurde er zudem jeweils als Trainer des Jahres der WCHA ernannt. Die Frauennationalmannschaft der USA führte er parallel bei der Weltmeisterschaft 2007 und den Olympischen Winterspielen 2010 in Vancouver zum Gewinn der Silbermedaille. Darüber hinaus war er für USA Hockey als Trainer diverser Frauen-Juniorennationalmannschaften tätig.

### International
Für die USA nahm Johnson an den Weltmeisterschaften 1978, 1979, 1981, 1982, 1985, 1986, 1987 und 1990 teil sowie 1981, 1984 und 1987 am Canada Cup. Seine internationale Karriere wurde durch den Gewinn der Goldmedaille bei den Olympischen Winterspielen 1980 in Lake Placid gekrönt. Zu diesem Erfolg trug er mit fünf Toren und sechs Vorlagen in sieben Spielen bei, womit er Topscorer seiner Mannschaft war. Im als Miracle on Ice bekannt gewordenen Spiel gegen die sowjetische Nationalmannschaft erzielte er zwei Tore.

## Erfolge und Auszeichnungen
| - 1977 Broadmoor-Trophy-Gewinn mit der University of Wisconsin–Madison - 1977 WCHA Freshman of the Year - 1977 NCAA-Division-I-Championship mit der University of Wisconsin-Madison - 1978 WCHA First All-Star Team - 1978 NCAA West First All-American Team - 1979 WCHA First All-Star Team - 1979 NCAA West First All-American Team - 1979 WCHA Most Valuable Player | - 1980 Goldmedaille bei den Olympischen Winterspielen - 1984 Teilnahme am NHL All-Star Game - 1991 Italienischer Meister mit dem HC Milano Saima - 1999 Aufnahme in die IIHF Hall of Fame - 2001 Aufnahme in die Wisconsin Hockey Hall of Fame - 2003 Aufnahme in die Wisconsin Athletic Hall of Fame - 2004 Aufnahme in die United States Hockey Hall of Fame - 2011 Lester Patrick Trophy |

### Als Trainer
| - 1996 Colonial Hockey League Coach of the Year - 2006 NCAA-Division-I-Championship mit der University of Wisconsin-Madison - 2006 Broadmoor-Trophy-Gewinn mit der University of Wisconsin-Madison - 2006 WCHA Division I Coach of the Year - 2007 NCAA-Division-I-Championship mit der University of Wisconsin-Madison | - 2007 Broadmoor-Trophy-Gewinn mit der University of Wisconsin-Madison - 2007 WCHA Division I Coach of the Year - 2007 Silbermedaille bei der Weltmeisterschaft - 2010 Silbermedaille bei den Olympischen Winterspielen |